# Hillerød Fodbold
Hillerød Fodbold er en dansk fodboldklub i Hillerød. Klubben er en selvstændig afdeling i HGI. Klubben spiller sine hjemmekampe i Hillerød Stadion.

## Historie
I sommeren 2017 kunne Hillerød sikre sig oprykning til 2. division.
Hillerød Fodbold sikrede sig i 2022 oprykning til 1. division.